# You Must Love Me
«You Must Love Me» —  пісня у виконанні американської співачки та автора пісень Мадонни, яку написали композитори Ендрю Ллойд Веббер та Тім Райс для однойменної екранізації 1996 року мюзиклу «Евіта», заснованого на житті аргентинського лідера Еви Перон. Пісня вийшла 27 жовтня 1996 року на лейблі Warner Brothers як головний сингл з саундтреку до фільму.
Після декількох років перерви у співпраці, Веббер і Райс знову об'єдналися для створення нового треку до фільму в надії отримати номінацію на премію Оскар за найкращу пісню. За словами Веббера, головна тема пісні — розкриття емоційного стану Еви на той час, а також її стосунків з чоловіком Хуаном Пероном. Мадонна, яка знялася у головній ролі фільму, намагалася змінити текст пісні для створення привабливого образу Еви, але марно. Співачка також взяла додаткові уроки вокалу, щоб заспівати пісні для фільму.
Після релізу «You Must Love Me» отримала позитивні відгуки музичних критиків, багато з яких виділили покращені співочі здатності Мадонни.
1997 року пісня отримала «Золотий глобус» і «Оскар» за найкращу пісню до фільму.
Для популяризації синглу вийшов музичний кліп режисера Алана Паркера. З комерційної точки зору, пісня мала помірний успіх, посівши місця у топ-десятці хітів в деяких країнах (Фінляндія, Італія, Велика Британія тощо) та досягнувши топ-двадцятки в Сполучених Штатах. В інших країнах, вона мала відносно невисокі позиції у чартах.
Мадонна виконала пісню на 69-й церемонії вручення премії «Оскар» і своєму Sticky & Sweet Tour 2008-2009 років.

## Персоналії
Персоналії з буклета альбому «Evita», які публічно визнані учасниками при створенні пісні:
- Мадонна – спів, мікшування[en];
- Тім Райс – автор пісні;
- Ендрю Ллойд Веббер – автор пісні, музичний продюсер;
- Алан Паркер – музичний продюсер;
- Найджел Райт[en] – музичний продюсер, мікшування;
- Девід Райцес – мікшування;
- Джон Мусері – диригент;
- Девід Кеддік і Майк Діксон – додаткові диригенти.